# Годдард, Дрю
Эндрю Брайон Хоган Годдард (англ. Andrew Brion Hogan Goddard; род. 26 февраля 1975), наиболее известен как Дрю Годдард (англ. Drew Goddard) — американский сценарист, режиссёр, продюсер кино и телевидения. Он начал свою карьеру сценариста в таких известных сериалах, как «Баффи — истребительница вампиров», «Шпионка» и «Остаться в живых». Он также является создателем супергеройского телесериала Netflix «Сорвиголова».
Годдард получил дальнейшее признание за свои сценарии к успешному фильму ужасов «Монстро» (2008) и боевику «Война миров Z» (2013). Затем Годдард написал сценарий к прославленному научно-фантастическому фильму «Марсианин» (2015), за который он выиграл премию Национального совета кинокритиков США за лучший адаптированный сценарий и получил номинацию на премию «Оскар» за лучший адаптированный сценарий.
Годдард стал одним из сценаристов комедийного фильма ужасов «Хижина в лесу» (2012), который также является его режиссёрским дебютом. Помимо этого, он является режиссёром, сценаристом и продюсером детективного триллера «Ничего хорошего в отеле „Эль Рояль“» (2018).

## Ранняя жизнь
Годдард родился в Хьюстоне, Техасе, и вырос в Лос-Аламосе, Нью-Мексико, в семье Коллин Мэри (Хоган), учителя, и доктора Лоренса Вудбери Годдарда.

## Карьера

### 2000-е

#### «Баффи — истребительница вампиров» и «Ангел»
Годдард начал свою карьеру в составе сценаристов сериалов «Баффи — истребительница вампиров» и «Ангел», выиграв премию «Хьюго» за лучшую постановку за первый сериал.

#### «Шпионка» и «Остаться в живых»
В 2005 году он присоединился к команде Дж. Дж. Абрамса «Bad Robot», где он писал сценарии к сериалам «Шпионка» и «Остаться в живых», выиграв, наряду с составом сценаристов сериала «Остаться в живых», премию Гильдии сценаристов США (WGA) за лучший драматический сериал. В 2006 году, в течение третьего сезона, Годдард стал соисполнительным продюсером сериала «Остаться в живых».

#### «Монстро»
Годдард написал свой первый сценарий к полнометражному фильму в 2008 году, под названием «Монстро», снятый Мэттом Ривзом и спродюсированный Дж. Дж. Абрамсом. «Монстро» собрал в прокате 168 миллионов долларов, окупив 25-миллионный бюджет. Журнал «Empire» назвал его пятым лучшим фильмом 2008 года, далее фильм выиграл премию «Сатурн» за лучший научно-фантастический фильм.

### 2010-е

#### «Хижина в лесу»
Далее последовал режиссёрский дебют Годдарда, «Хижина в лесу», сценарий к которому он совместно написал с Джоссом Уидоном. На сайте Metacritic «Хижина в лесу» оказалась в списке лучших фильмов 2012 года, вдобавок заработав 92% на сайте Rotten Tomatoes. Позже фильм получил премию «Сатурн» за лучший фильм ужасов.

#### «Война миров Z»
В 2013 году, Годдард, совместно с Дж. Майклом Стразински, Мэттью Майклом Карнаханом и шоураннером сериала «Остаться в живых» Деймоном Линделофом, написал сценарий к фильму «Война миров Z» с Брэдом Питтом в главной роли, снятый Марком Форстером. Фильм собрал 540 миллионов долларов в прокате против 190 миллионов в бюджете. В результате, в июне 2013 года, Paramount объявила, что появится сиквел к фильму.

#### «Сорвиголова» и «Защитники»
В декабре 2013 года Marvel официально объявило, что Годдард станет исполнительным продюсером и шоураннером телесериала «Сорвиголова», где продюсерской компанией будет Marvel Television и будет транслироваться на телеканале Netflix в 2015 году. Sony Pictures также объявило, что Годдард будет сценаристом и режиссёром фильма про Зловещую шестёрку, хотя проект в конечном счёте был отменён. В мае 2014 года, Годдард отказался от обязанностей шоураннера телесериала «Сорвиголова». В феврале 2015 года, после того как было объявлено о сделке о разделении прав на Человека-паука между Marvel и Sony, сообщалось, что Годдард вёл переговоры с Sony о новом фильме-перезапуске «Человек-паук», хотя позже было объявлено, что Джон Уоттс будет режиссёром фильма. Годдард также стал исполнительным продюсером и одним из сценаристов эпизода мини-сериала «Защитники». В сериале присутствует команда супергероев от Marvel Television, среди которых Сорвиголова.

#### «Марсианин»
Годдард адаптировал дебютный роман Энди Вейра «Марсианин», и он сам изначально намеревался снять фильм на «20th Century Fox». Позже он выбыл из проекта, когда ему предложили стать режиссёром «Зловещей шестёрки», но проект был отменён. Вместо него режиссёром стал Ридли Скотт, и фильм получил широкую похвалу от критиков. Сам Годдард получил номинацию на премию «Оскар» за лучший адаптированный сценарий.

#### «Ничего хорошего в отеле „Эль Рояль“»
Годдард стал сценаристом, режиссёром и продюсером криминального триллера «Ничего хорошего в отеле „Эль Рояль“», премьера которого состоялась 12 октября 2018 года. Среди актёров в фильме присутствуют Джефф Бриджес, Синтия Эриво, Дакота Джонсон, Джон Хэмм и Крис Хемсворт.

#### «Сила Икс»
В 2017 году было объявлено, что Годдард станет режиссёром и сценаристом предстоящего супергеройского фильма «Сила Икс». В фильме будет присутствовать множество супергероев, в том числе Дэдпул и Кейбл, которого Годдард ранее добавил в сценарий, когда он был сценарным консультантом фильма «Дэдпул 2» (2018).

## Сценарист эпизодов

### «Баффи — истребительница вампиров»
- 7.05 — «Selfless» — 22 октября 2002 г.
- 7.07 — «Conversations with Dead People» — 12 ноября 2002 г. (с Джейн Эспенсон; Джосс Уидон и Марти Ноксон в титрах не указаны)
- 7.09 — «Never Leave Me» — 26 ноября 2002 г.
- 7.17 — «Lies My Parents Told Me» — 25 марта 2002 г. (с Дэвидом Фьюри)
- 7.18 — «Dirty Girls» — 15 апреля 2003 г.

### «Ангел»
- 5.07 — «Lineage» — 12 ноября 2003 г.
- 5.11 — «Damage» — 28 января 2004 г. (со Стивеном С. ДеНайтом)
- 5.13 — «Why We Flight» — 18 февраля 2004 г. (с ДеНайтом)
- 5.18 — «Origin» — 21 апреля 2004 г.
- 5.20 — «The Girl in Question» — 5 мая 2004 г. (с ДеНайтом)

### «Шпионка»
- 4.05 — «Welcome to Liberty Village» — 26 января 2005 г.
- 4.13 — «Tuesday» — 30 марта 2005 г.
- 5.04 — «Mockingbird» — 20 октября 2005 г.
- 5.12 — «There’s Only One Sydney Bristow» — 26 апреля 2006 г. (100-й эпизод)
- 5.17 — «All the Time in the World» — 22 мая 2006 г. (с Джеффом Пинкнером) (финальная серия)

### «Остаться в живых»
- 1.16 — Вне закона / «Outlaws» — 16 февраля 2005 г.
- 3.02 — Стеклянная балерина / «The Glass Ballerina» — 11 октября 2006 г. (с Джеффом Пинкнером)
- 3.08 — Вспышки перед глазами / «Flashes Before Your Eyes» — 14 февраля 2007 г. (с Деймоном Линделофом)
- 3.13 — Человек из Таллахасси / «The Man from Tallahasse» — 21 марта 2007 г. (с Пинкнером)
- 3.16 — Одна из нас / «One of Us» — 11 апреля 2007 г. (с Карлтоном Кьюзом)
- 3.20 — Человек за ширмой / «The Man Behind the Curtain» — 9 мая 2007 г. (с Элизабет Сарнофф)
- 4.02 — Признаны погибшими / «Confirmed Dead» — 7 февраля 2008 г. (с Брайаном К. Воном)
- 4.06 — Другая женщина / «The Other Woman» — 6 марта 2008 г. (с Кристиной М. Ким)
- 4.09 — Облик грядущего / «The Shape of Things to Come» — 24 апреля 2008 г. (с Воном)

### «Сорвиголова»
- 1.01 — На ринге / «Into the Ring» — 10 апреля 2015 г.
- 1.02 — Истерзанный / «Cut Man» — 10 апреля 2015 г.

### «Защитники»
- 1.06 — Пепел, пепел / «Ashes, Ashes» — 18 августа 2017 г.

## Фильмография

### Фильмы
| Год  | Название                            | Указан как  | Указан как | Указан как              | Примечания                                                                   |
| Год  | Название                            | Сценарист   | Режиссёр   | Исполнительный продюсер | Примечания                                                                   |
| ---- | ----------------------------------- | ----------- | ---------- | ----------------------- | ---------------------------------------------------------------------------- |
| 2008 | Монстро                             | Да          | Нет        | Нет                     |                                                                              |
| 2012 | Хижина в лесу                       | Да          | Да         | Нет                     | Написан вместе с Джоссом Уидоном                                             |
| 2013 | Война миров Z                       | Да          | Нет        | Нет                     | Написан вместе с Деймоном Линделофом и Мэттью Майклом Карнаханом             |
| 2015 | Марсианин                           | Да          | Нет        | Да                      |                                                                              |
| 2016 | Кловерфилд, 10                      | Нет         | Нет        | Да                      |                                                                              |
| 2018 | Парадокс Кловерфилда                | Нет         | Нет        | Да                      |                                                                              |
| 2018 | Дэдпул 2                            | Консультант | Нет        | Нет                     | Сценарный консультант; Сценарий Ретта Риза, Пола Верника и Райана Рейнольдса |
| 2018 | Ничего хорошего в отеле «Эль Рояль» | Да          | Да         | Продюсер                |                                                                              |
| 2026 | Проект «Аве Мария»                  | Да          | Нет        | Да                      |                                                                              |
| TBA  | Сила Икс                            | Да          | Да         | Нет                     |                                                                              |
| TBA  | Nevermoor                           | Да          | Нет        | Да                      | по роману Джессики Таусенд                                                   |
| TBA  | Призраки дальних земель             | Да          | Нет        | Нет                     | по роману С. Крэйга Залера                                                   |
| TBA  | Робокалипсис                        | Да          | Нет        | Нет                     | по роману Дэниела Уилсона                                                    |

### Телевидение
| Год       | Название                         | Указан как | Указан как | Указан как | Указан как              | Примечания                                                               |
| Год       | Название                         | Сценарист  | Режиссёр   | Продюсер   | Исполнительный продюсер | Примечания                                                               |
| --------- | -------------------------------- | ---------- | ---------- | ---------- | ----------------------- | ------------------------------------------------------------------------ |
| 2002—2003 | Баффи — истребительница вампиров | Да         |            |            |                         | Сценарист (5 эпизодов)                                                   |
| 2003—2004 | Ангел                            | Да         |            |            |                         | Сценарист (5 эпизодов), исполнительный редактор сюжетов                  |
| 2005—2006 | Шпионка                          | Да         |            | Да         |                         | Сценарист (5 эпизодов), сопродюсер, продюсер                             |
| 2005—2008 | Остаться в живых                 | Да         |            | Да         |                         | Сценарист (9 эпизодов) супервайзовый продюсер, соисполнительный продюсер |
| 2015—2018 | Сорвиголова                      | Да         |            |            | Да                      | Создатель, сценарист (2 эпизода)                                         |
| 2016—2020 | В лучшем мире                    |            | Да         |            | Да                      | Режиссёр (2 эпизода)                                                     |
| 2017      | Защитники                        | Да         |            |            | Да                      | Сценарист (1 эпизод)                                                     |
| 2024      | Большой потенциал                | Да         |            |            | Да                      | Сценарист (1 эпизод)                                                     |

## Комиксы
- Истории Вампиров (Tales of the Vampires) (Dark Horse Comics, 144 страницы, декабрь 2004 года)
  - «The Problem With Vampires» (с художником Полом Ли в «Историях вампиров#1», Dark Horse Comics, декабрь 2003 года)
  - «Antique» (с художником Беном Стенбеком в «Историях вампиров#3», Dark Horse Comics, февраль 2004 года)
- Баффи — истребительница вампиров, восьмой сезон#12-15: «Wolves at the Gate» (карандаши Жоржа Жанти и чернила Энди Оуэнса, Dark Horse Comics, март-июнь 2008 года)